# Samsung Notebook
Samsung Notebook, cunoscut anterior sub numele de Samsung Sens (삼성 센스), comercializat și ca Samsung Notebook Series (2011–2013), este o linie de computere portabile produse de Samsung Electronics. Linia Sens a fost lansată pentru prima dată în 1995 și a durat până în 2013, fiind exportată în străinătate fără marca Sens și înlocuită de Samsung Ativ⁠(d). Ativ însuși a fost, de asemenea, abandonat în favoarea Samsung Notebook. Începând cu 2020, Samsung Notebook coexistă cu linia de laptopuri Galaxy Book a companiei, dar se confruntă cu tranziția.

## Istoric
Marca SENS (Samsung Electronics Notebook System) a început în 1995, la un an după ce afacerea Samsung cu laptopuri a început cu seria SPC5800/5900 în 1994, care inițial avea un procesor 486 și ulterior Pentium 75 MHz. În 2001, numele modelului din trei cifre a fost înlocuit cu o nouă serie cu litere: A, T, P, Q, V. Seria A a fost echipată cu un procesor AMD Athlon low-cost. Modelele M30 și M35 veneau cu difuzoare JBL echipate. Primul computer cu platformă Intel Centrino a fost X10. A fost lansat un model cu ecran mare de 17 inci numit M40. Seriile X20, X25 și X50 au fost lansate cu Intel Sonoma.

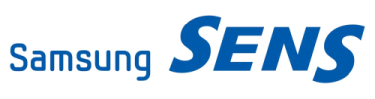
Sigla Samsung SENS din 2010

Un alt laptop de 17 inci, M70, a fost lansat în 2005, având un cip grafic de vârf de la Nvidia și o rezoluție de 1680 x 1050. Ecranul său putea fi utilizat și separat. Cântărea 5 kg. În 2006, Sens Q35 a fost primul notebook PC cu WiMAX. Acesta a fost vândut în Coreea de Sud și Rusia.
Conform cercetării Gartner, vânzările de laptopuri Samsung s-au ridicat la 1,5 milioane de unități în 2007. Vânzările au crescut cu 77% în 2008, 116% în 2009 și 78% în 2010.
În 2007, Samsung a lansat primul ultra-mobile PC, Samsung Q1⁠(d). Acesta avea un ecran tactil de 7 inci și era echipat cu funcții precum WLAN, DMB și navigație. A doua sa generație a fost apoi lansată pe baza Intel Ultra Mobile Platform.
În 2007, Samsung a creat un laptop de 19 inci de dimensiunea unui desktop, Sens G25.
Pentru piața de export, Samsung Electronics a vândut laptopuri doar într-un număr de țări din Europa de Vest, precum și în Rusia și Ucraina, înainte de a se extinde.
În iulie 2008, Samsung a introdus laptopuri cu Intel Centrino 2 cu un design negru cristal. Modelele includ Q210 (12,1„), Q310 (13,3”), R560 (15,4„) și R710 (17”). În octombrie 2008, Samsung a anunțat revenirea sa pe piața laptopurilor din Statele Unite și Canada, modelele fiind X360, X460, Q310, R610 și P460 și netbook-ul NC1.

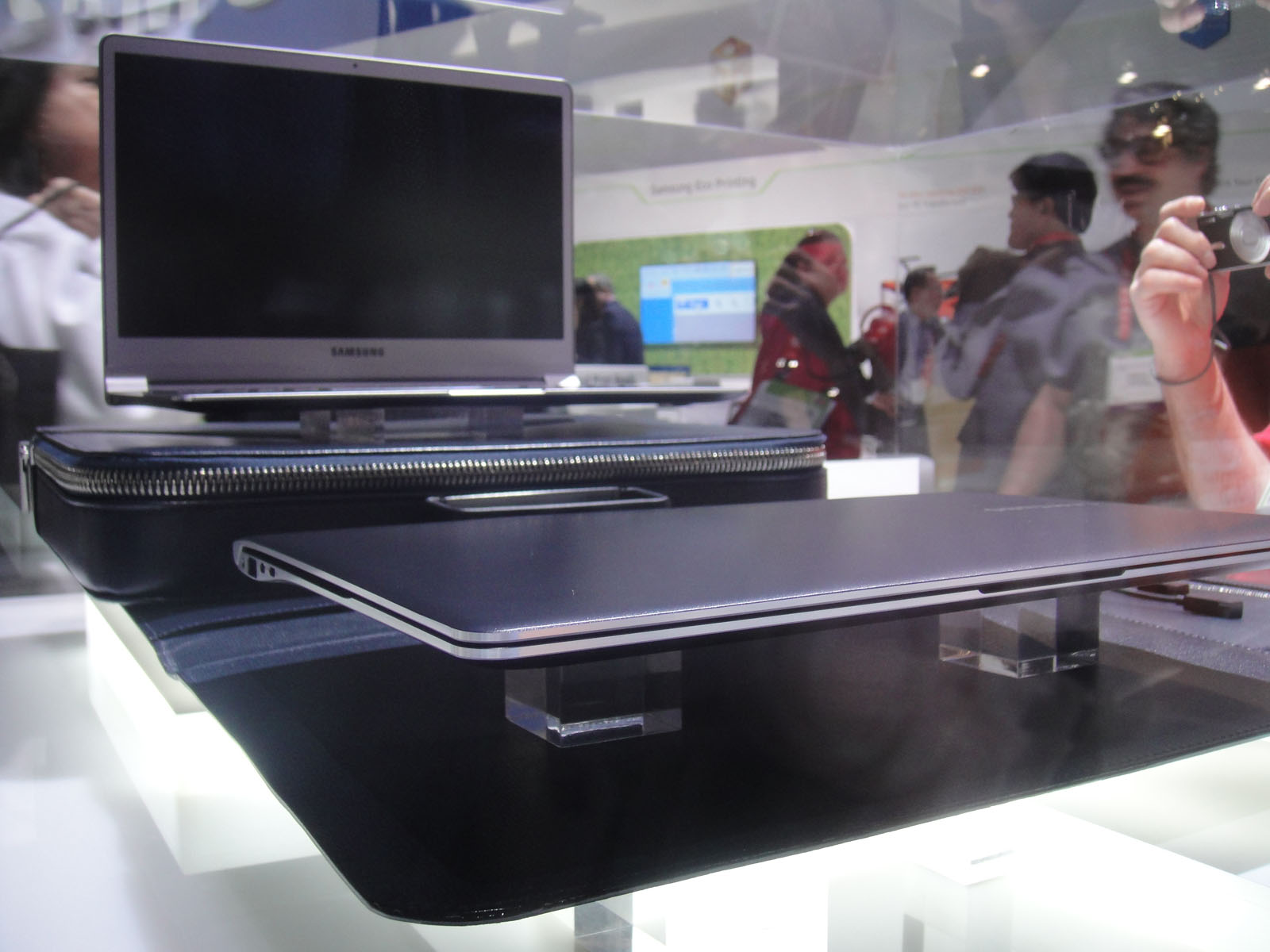
Samsung Seria 9 a doua generație la CES 2012

În ianuarie 2011, a fost introdus modelul premium Samsung Sens 9 (cunoscut ca Samsung Series 9 la nivel internațional). Acesta a fost remarcabil de elegant și subțire, marcând o diferență față de laptopurile anterioare ale Samsung. Acesta a atras atenția și a fost foarte bine primit ca urmare. Samsung Series 5, un mid-ranger, a fost introdus ulterior și un Series 3 entry-level de asemenea. De asemenea, au fost realizate variante Chromebook⁠(d) ale modelelor 3 și 5.
În 2012 a fost lansată a doua generație Samsung Notebook Series 9. Samsung Series 9, Series 7 Chronos, Series 7 Ultra și Series 5 Chronos au fost schimbate în Ativ Book 9, Ativ Book 8, Ativ Book 7 și Ativ Book 6 cu trecerea la brandingul ATIV⁠(d). Numele Ativ a fost abandonat pe piața internă în 2014 și în străinătate în 2016, cu schimbarea brandingului în Samsung Notebook. Samsung Notebook 9 a fost introdus în 2016. Au existat și alte noi actualizări ale Notebook 9 lansate în anii următori.

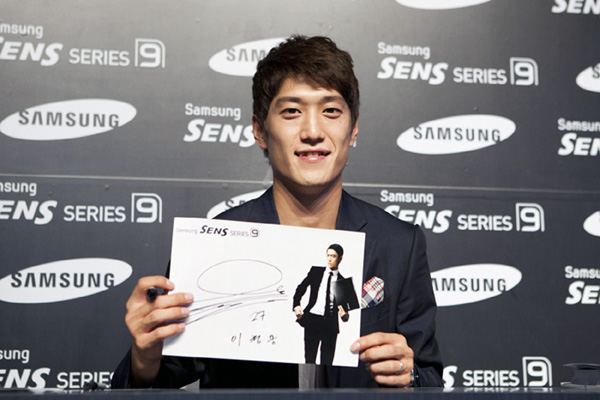
li CHUNG-YONG

În iunie 2016, a fost anunțat Samsung Notebook 7 Spin. n 2018 au existat noi modele Notebook 5 și Notebook 3. În 2019 a fost introdus Samsung Notebook Flash.

## Serii

### Seria E

#### E3520
Sens E3520 are un ecran de 15 inci, 4GB memorie, 500GB spațiu de stocare și a fost livrat cu Windows 7.

### Seria G
Samsung/Sens a avut și modelele G, care erau laptopuri fără baterie sau, mai exact, desktopuri mobile. Era o serie de PC-uri de buget, fiind foarte grele în greutate și cu putere de procesare redusă. A avut două modele recente, G10 (din 2006) și G15.

### Seria M
Această serie include computere portabile cu ecrane mari (17„~19”) și procesoare mai rapide (Core 2 Duo), plăci grafice etc. De exemplu: M50 (Intel Pentium M⁠(d) și Windows XP), M55, M70.

### Seria N

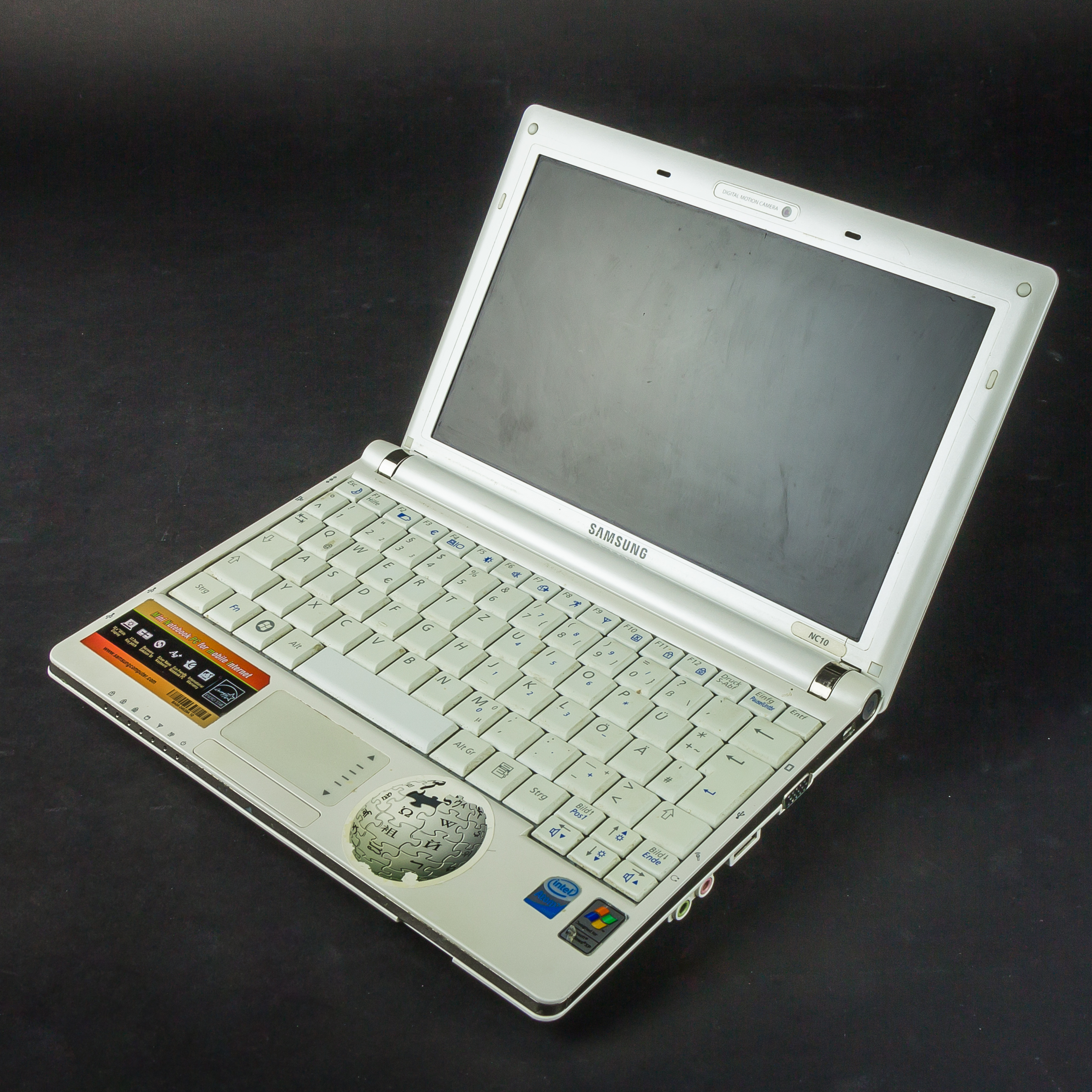
netbook (2008)

Aceasta este linia de netbook-uri Samsung, accentul fiind pus pe menținerea dimensiunilor, greutății și costurilor la un nivel minim. Primul model Sens din seria N la nivel mondial a fost Sens NC10⁠(d), lansat în 2008 cu Windows XP. Au existat și netbook-uri sub linia NF.

### Notebook 4/Series

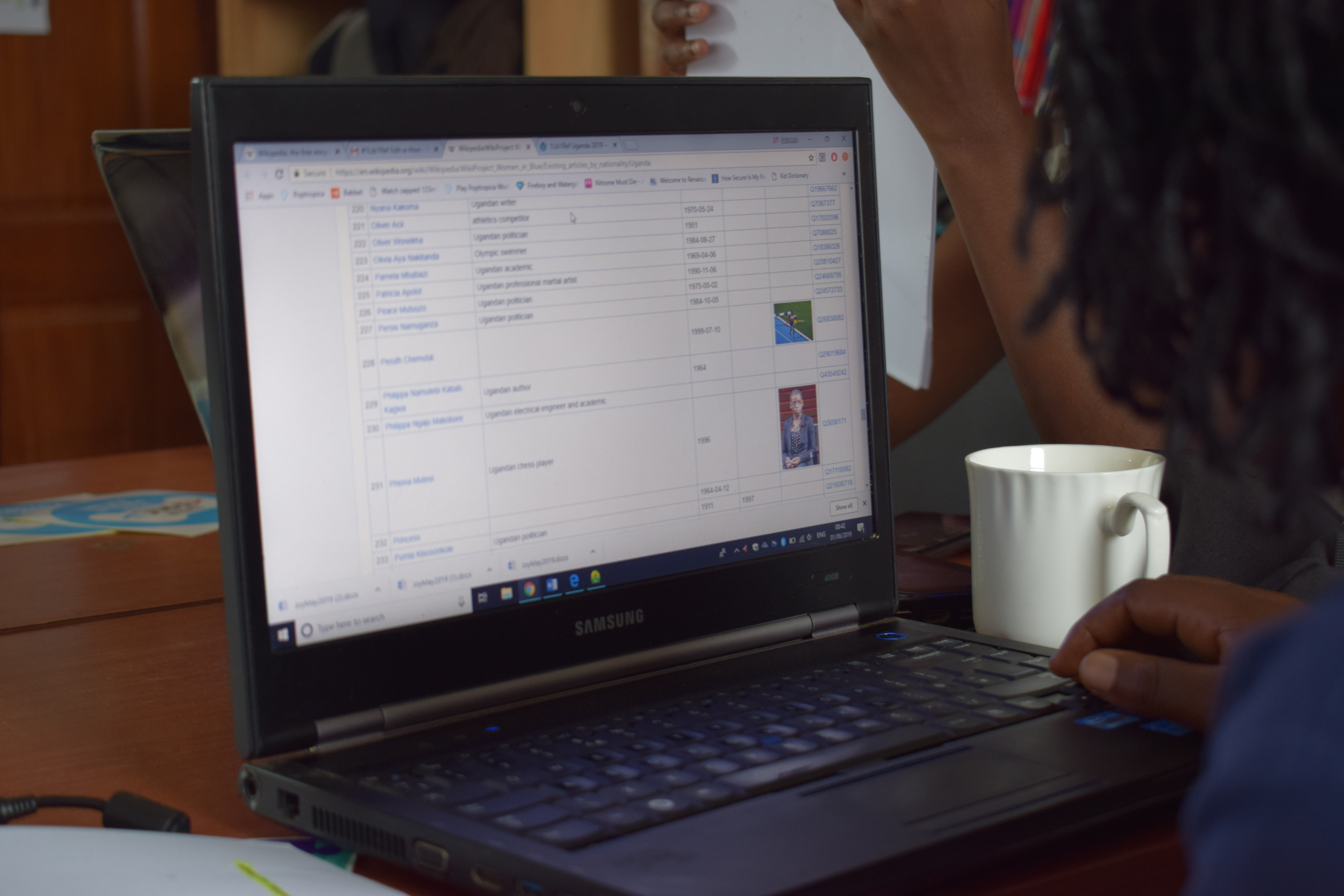
Samsung Seria 4 (2011)

### Notebook 7/Seria

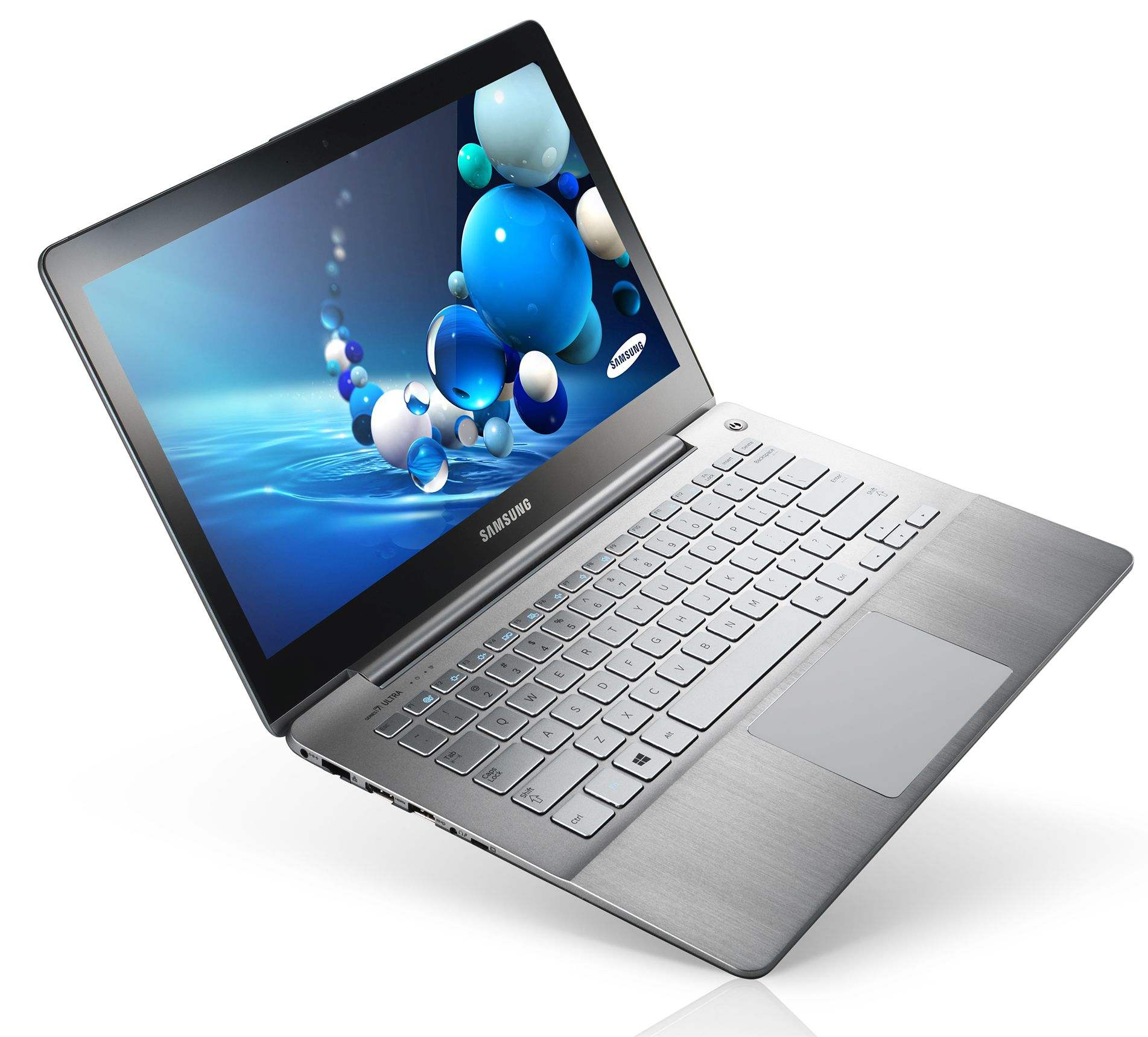
Seria 7 Ultra (2012)

### Notebook Odyssey

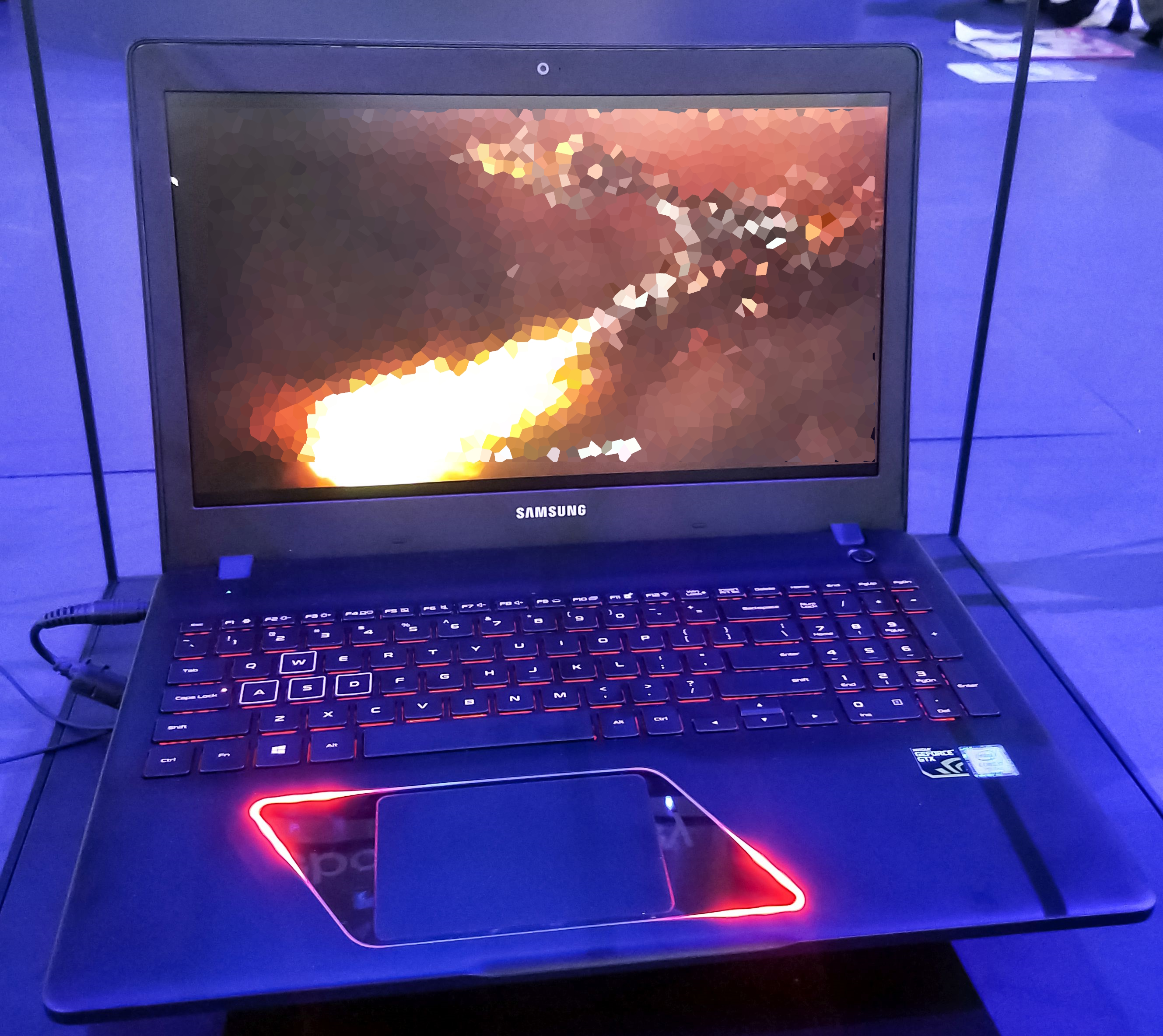
Notebook Odyssey (2017)

### Seria QX

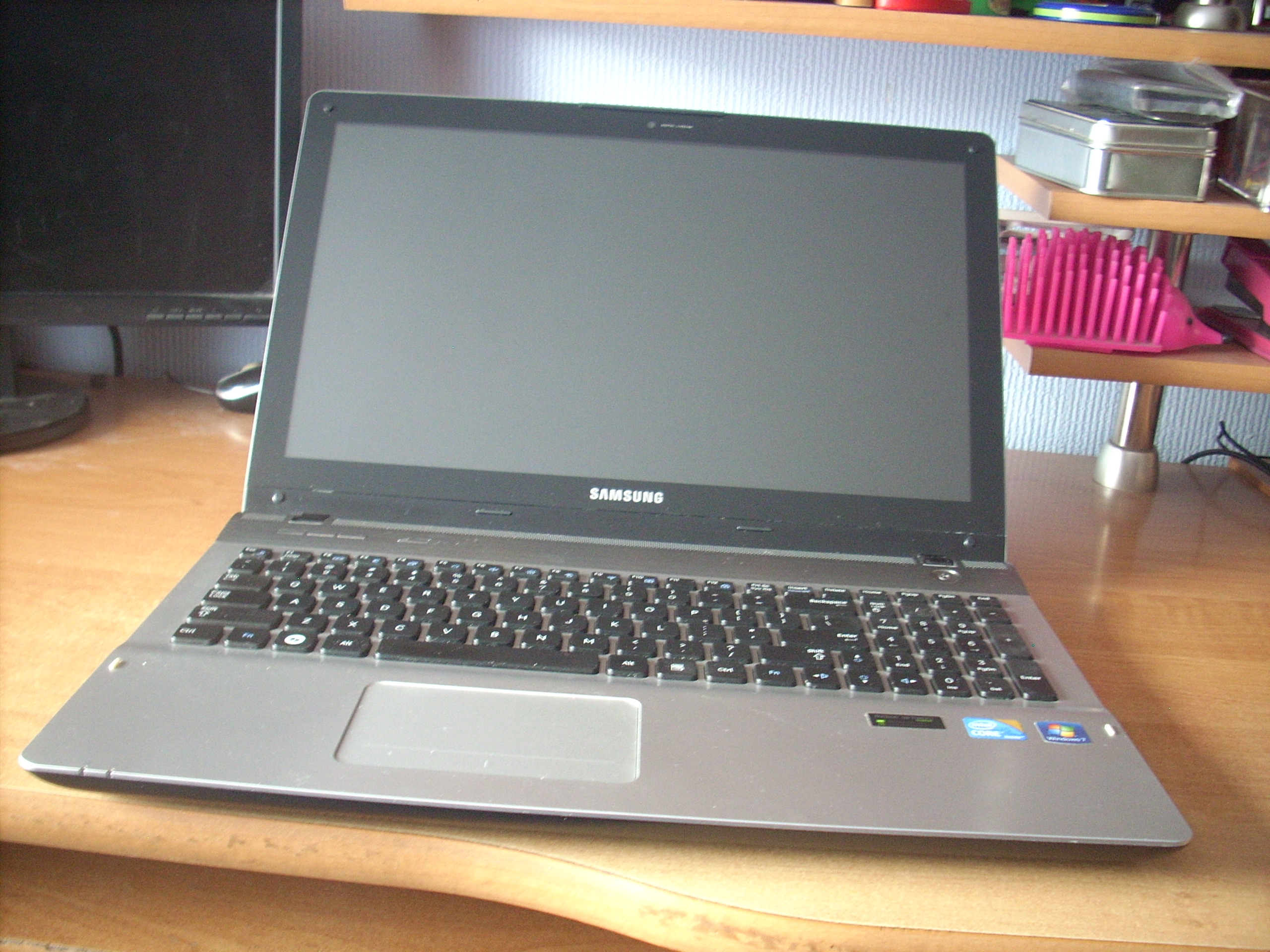
Samsung QX513

### Seria RV

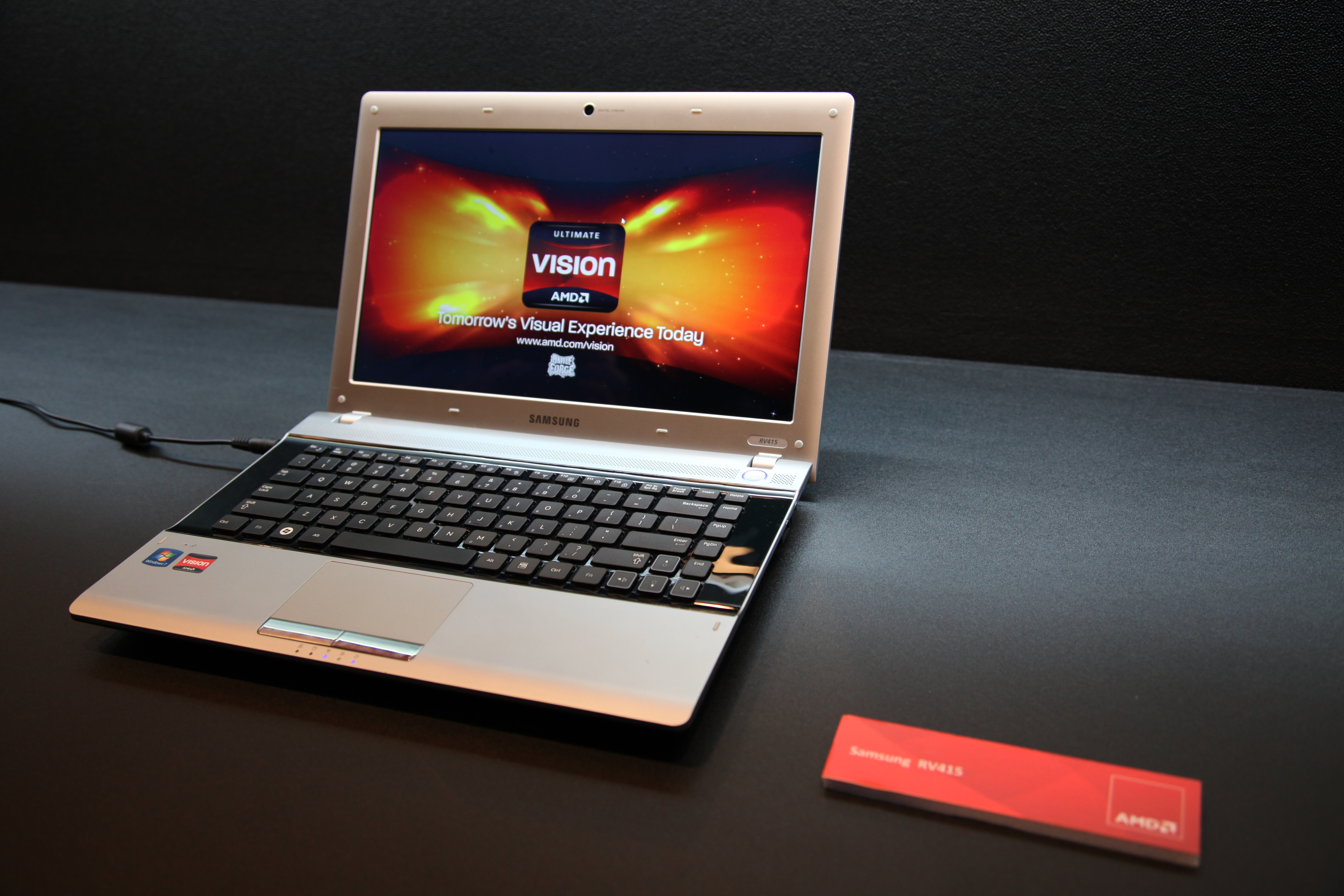
Samsung RV415 la Computex Taiwan 2011